# Schijn (rivier)
Het Schijn (geregeld de Schijn genoemd) is een zijrivier in het stroomgebied van de Schelde in de provincie Antwerpen. Ze omvat twee rivieren, die samenkomen ter hoogte van het Lobroekdok aan de Schijnpoort om als Schijn samen in de Schelde te vloeien: het Klein Schijn (de Kleine Schijn) en het Groot Schijn (de Grote Schijn).
Het oorsprongsgebied van het Groot Schijn bevindt zich in een moerassig weiland aan de Meirenstraat bij de meubelfabriek Karel Mintjens halfweg tussen de dorpskerk en de trappistenabdij van Westmalle. Ze stroomt verder langs en door Zoersel, Oelegem, Schilde, Wijnegem, Wommelgem, Deurne, Borgerhout en Merksem. Ter hoogte van Wommelgem mondt de Koudebeek uit in de rivier. Vanuit Schoten en Wijnegem komen het Klein Schijn (dat in Sint-Job-in-'t-Goor ontspringt), vanuit Schilde de Kleinebeek en de Zwanebeek, vanuit Wommelgem ook nog de Diepenbeek, de Rollebeek en de Dorpsloop.
Het Schijn nadert Antwerpen langs het oosten waar aan hole 8 van het golfterrein Ternesse bij het grenspunt Immerseel tussen Wijnegem, Wommelgem en het district Deurne de Herentalse Vaart, een gegraven waterloop ten behoeve van de watervoorziening van Antwerpen-stad, onder de naam Herentalse Vaart aftakte. Vandaar liepen beide armen naar het westen door het park Rivierenhof tot aan de grens met Borgerhout. De Herentalse Vaart liep vanaf hier verder westwaarts naar het Antwerpse Stadspark en de Schijn zelf in noordwestelijke richting naar de naar haar genoemde Schijnpoort en de Dam. De eigenlijke Schijnmonding werd in de loop van meerdere eeuwen meermaals verlegd voor de Antwerpse haven. Bij de bouw van het Houtdok en het Kattendijkdok werd de Schijn een eind noordwaarts omgelegd, ook bij de bouw van het Albertdok en het eerste gedeelte van het Kanaaldok herhaalde zich deze procedure (uiteindelijk langs de wijken Luchtbal, Rozemaai, Schoonbroek, Leugenberg en het dorp Hoevenen), zodat de rivier vanaf Schijnpoort - waar de Potvliet in het Schijn vloeide - vandaag een afstand van 17 km aflegt tot aan de Schelde, terwijl ze daar oorspronkelijk slechts 4,5 km over deed. Al deze verleggingen hebben keer op keer de verhanglijn verzwakt zodat men een badkuipeffect kreeg.
Tot 2009 was een groot deel overwelfd, het Overwelfd Schijn, dat in het havengebied aan de Rode Weel, vlak bij de stortplaats Hooge Maey en bij het natuurgebied De Kuifeend, uitkwam in de Hoofdgracht, dat samen met de Voorgracht de Verlegde Schijns vormt. Onderweg worden nog de Oudelandse Beek, de Laarse Beek en de Donkse Beek opgepikt. Heel die watermassa moet via pompstation Rode Weel onder het Kanaaldok door in de Schelde gepompt worden. Bij hevige regen veroorzaakte dit waterellende in Merksem. Daarom wordt nu het Groot Schijn met een vijzelgemaal naar het Lobroekdok gepompt, dit gemaal is uitgerust om vismigratie opnieuw mogelijk te maken. Omdat door de aanleg van de Oosterweelverbinding de verbinding naar het Albertkanaal onderbroken wordt zal het Schijnwater vanuit het Lobroekdok via een kanaal langs de IJzerlaan naar het Asiadok vloeien. Zo wordt de oude noordelijke arm van het Schijn rond het vroegere Merksemse eiland Dam terug in gebruik genomen. In 2015 werd met de werken hiervoor begonnen.
Ten noorden van Antwerpen komen nog een hele reeks grachten, beken en beekjes uit het district Ekeren en de gemeente Stabroek (vooral uit de deelgemeente Hoevenen) in de Voorgracht (Verlegd Schijn) terecht. Deze waterden vroeger rechtstreeks via inmiddels verdwenen poldersloten in de Schelde af. De Voorgracht wordt ook via het pompstation Rode Weel verpompt, maar wel naar het Kanaaldok.
Pijlers voor het project van de Lange Wapperbrug, deel van de Oosterweelverbinding, werden aanvankelijk gepland ter hoogte van de huidige Schijnkoker aan het Lobroekdok, waardoor een nieuwe aanpassing zich opdrong. Algemeen wordt aangenomen dat het herstellen van het Schijn naar een Schijn-Scheldeverbinding die zo veel mogelijk aanleunt bij het tracé uit de 15e eeuw de beste oplossing is. Doch omwille van de timing van de Oosterweelverbinding werd in 2005 geopteerd voor een gefaseerde aanpak. Daarom werd in 2009 de Schijnkoker ter hoogte van het Lobroekdok in Antwerpen-Noord doorgeknipt met de bouw van een pompstation om water van het Schijn in het Lobroekdok te laten uitwateren.